# Agua Prieta
Agua Prieta (Ba'Chicui en ópata) es una ciudad mexicana ubicada en el noreste del estado de Sonora, en la frontera con Estados Unidos y 380.20 km de la capital estatal, Hermosillo. La ciudad es la cabecera municipal y la localidad más habitada del Municipio de Agua Prieta, limitando con la ciudad estadounidense de Douglas en el estado de Arizona. Según los datos del Censo de Población y Vivienda realizado en 2020 por el Instituto Nacional de Estadística y Geografía (INEGI), Agua Prieta cuenta con una población de 91 029 habitantes, lo que la convierte en la séptima ciudad más poblada de este estado.
Su fundación fue en 1899, reconociéndose como ciudad a partir de 1942. El nombre proviene de la palabra ópata Ba'chicui, que significa ‘Agua Oscura’. Esto debido a que en el lugar, el agua con el cual los ganaderos de finales del siglo XIX, abrevaban su ganado se tornaba oscura, debido a la naturaleza del terreno.

## Historia

### Fundación
La localidad data de 1898; donde los primeros pobladores fueron personas que se emplearon para trabajar en la compañía minera Phelps and Dodge Copper Co., que tenía su fundidora en Douglas, Arizona. Al comenzar a ser construida una vía del ferrocarril para transportar fácilmente el mineral extraído en Nacozari hacia la fundición de Douglas, comenzó a llegar gente de varias poblaciones vecinas tales como Fronteras, Esqueda, Bacerac, Bavispe y otras. Comenzó así a hacerse aparente cierto movimiento debido a la importancia que iba adquiriendo la fronteriza ciudad de Douglas, donde también era fácil encontrar empleo, siendo más barato vivir de este lado de la frontera.
Se le conocía como Bachicuy, que en lengua ópata significa ‘Agua que corre y mancha’, ya que se encontraba un charco que fue parte de un extenso lago que existió cerca de esta región, aproximadamente a 30 km al norte de Douglas, el cual contenía agua salada y que al evaporarse dejó en el terreno residuos alcalinos, carbonato de sodio, alcalí negro, sulfato de calcio y clorato de sodio, que precisamente al ser revuelta su agua cambiaba de color a tal grado que recibía el nombre de agua negra. Pronto el poblado se convirtió en comisaría del Municipio de Fronteras, Sonora.
El 28 de agosto de 1903 se concretó la donación del fondo legal mediante un convenio del Gobierno del Estado y Don Pedro Camou, propietario de esos terrenos. Trece años después, el 28 de agosto de 1916 dejó de ser comisaría dependiente del Municipio de Fronteras, y se creó el Municipio de Agua Prieta, y se nombró a este poblado como cabecera municipal siendo su primer presidente municipal el señor Rodolfo L. Márquez. El 8 de mayo de 1933 la población ascendió a la categoría de villa, siendo hasta el 6 de noviembre de 1942 cuando alcanzó la categoría de ciudad.

### Época de Revolución
En la ciudad se escribieron gloriosas páginas de la lucha social más trascendente de México, como lo fue la Revolución mexicana, y aquí combatieron importantes revolucionarios como Álvaro Obregón, Francisco Villa, Venustiano Carranza, Lázaro Cárdenas y particularmente Plutarco Elías Calles, quién antes había sido maestro y comisario, cuando este centro de población dependía del municipio de Fronteras.
La participación de Agua Prieta en el movimiento armado que se inició en 1910, fue sumamente importante y significativa ya que este lugar se vio convertido, por muchos motivos, en un punto importante para los más destacados hombres de la Revolución. Cuando Venustiano Carranza llegó a Sonora completamente desanimado y derrotado, fue aquí donde se le recibió como un personaje. Fue Sonora quién le dio a Carranza aliento, dinero, alimentos, armas y hasta hombres para que siguiera con su lucha y llegará a la Presidencia de la República.
Plutarco Elías Calles quién ocupó el puesto de comisario de Agua Prieta, convirtió a este lugar en un punto estratégico y fue aquí donde propinó al general Francisco Villa y su famosa División del Norte una estruendosa derrota cuando el “Centauro” quiso tomar esta plaza el 1 de noviembre de 1915. Villa dejó en el campo de batalla 223 muertos y se llevó a más de 300 heridos. El saldo de los defensores de la plaza fue de 42 muertos y 75 heridos, 12 de esos muertos eran civiles que no tomaron parte en la lucha pero que fueron alcanzados por el ataque enemigo.

### El Plan de Agua Prieta
El Plan de Agua Prieta, fue un manifiesto político firmado en la ciudad de Agua Prieta, el 23 de abril de 1920, por el gobernador del estado de Sonora, Adolfo de la Huerta y por Plutarco Elías Calles, en apoyo a Álvaro Obregón, con el objeto principal de obtener el cese en la presidencia de la República de Venustiano Carranza. Inició una revolución en contra de este, el cual se vio obligado a huir de la capital mexicana y resultó muerto un mes más tarde. El Plan de Agua Prieta usó como bandera política la Constitución Política de los Estados Unidos Mexicanos de 1917, vulnerada por Carranza. Propugnaba además la convocatoria de elecciones, nombraba a Huerta jefe supremo del Ejército Constitucionalista y dictaba las normas para elegir un presidente provisional, resultando distinguido Adolfo de la Huerta como tal, por el Congreso en el mes de junio.

## Geografía

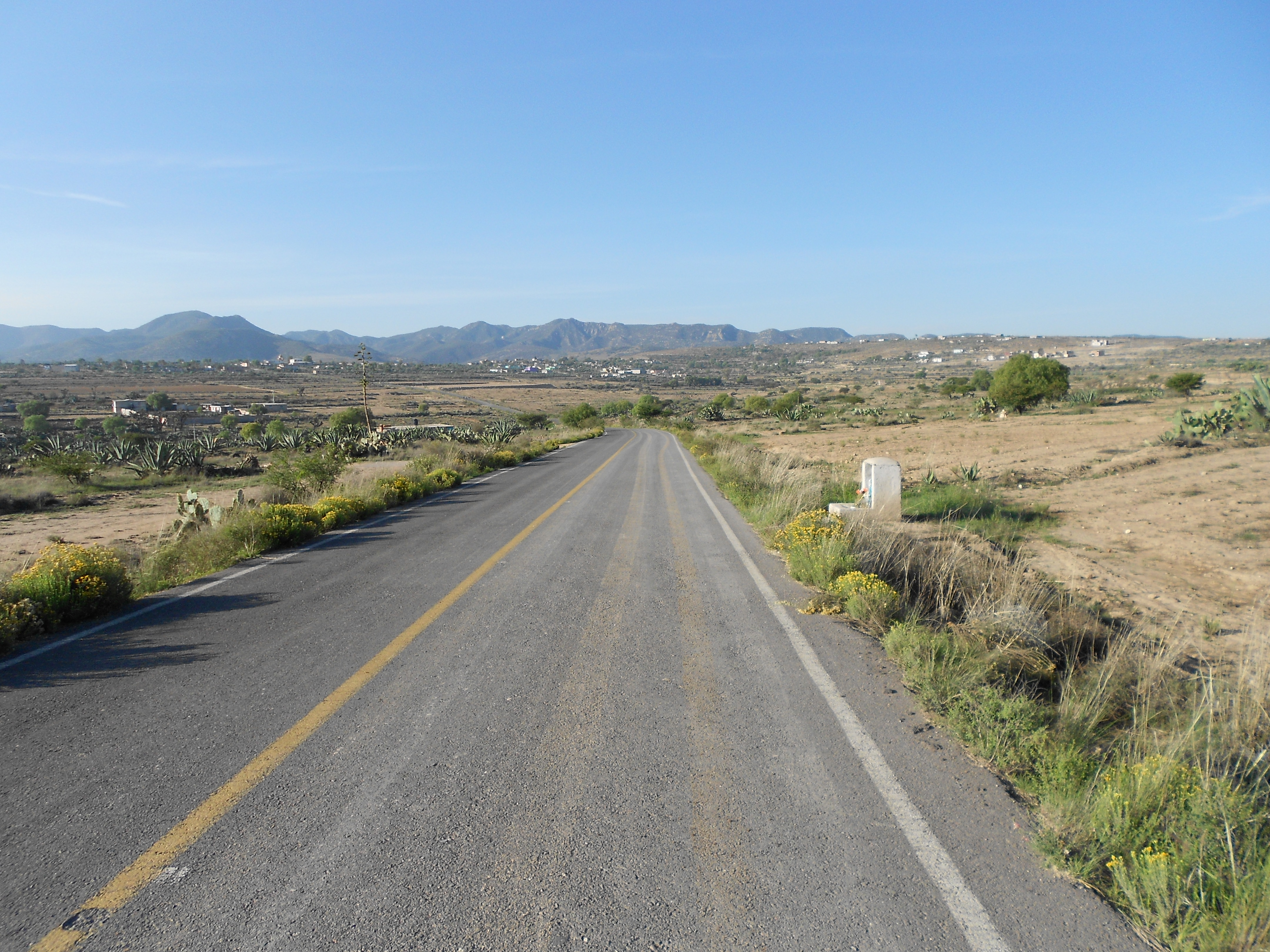
Vista desde la carretera hacia la ciudad de Agua Prieta.

Se encuentra ubicada en el noreste de Sonora, se localiza bajo las coordenadas 31° 19′ 33″ de latitud norte 109° 32′ 57″ de longitud oeste del meridiano de Greenwich a un altitud media de 1213 m s. n. m. (metros sobre el nivel del mar). Su zona urbana tiene un área de 34.76 km². Es cabecera del Municipio de Agua Prieta, el cual colinda al norte con el condado de Cochise, Arizona, Estados Unidos, al este con el municipio de Janos, Chihuahua, al sureste con los municipios sonorenses de Bavispe, al sur con el de Nacozari de García, al oeste con el de Naco y al Sureste con el de Fronteras.
Su territorio es generalmente montañoso, situado entre las estribaciones de la Sierra Madre Occidental teniendo serranías cercanas como la de Agua Prieta, San Bernardino, de Guadalupe, Gallardo, Pitáicachi, La Cabullona, San Luis y Xitahueta. Se ubica en la cuenca del río Yaqui. El arroyo Punta de Agua, que nace en la sierra de San José, en el municipio de Naco, penetra a su territorio, continuando hacia el este hasta unirse al río Agua Prieta; este y el arroyo Cajón Bonito se unen al río Batepito, el cual sigue hacia el sur, para descargar en el río Bavispe.

### Clima
El clima predominante en el municipio es de tipo templado, la temperatura media mensual máxima es de 35.0 °C en los meses de junio y julio y la media mensual mínima es de −0.7 °C en los meses de diciembre y enero; la temperatura media anual es de 17.5 °C; las lluvias se presentan los meses de julio, agosto y septiembre con una precipitación media anual de 355.2 mm; hay deshielos del norte en los meses de diciembre y febrero.
| Parámetros climáticos promedio de Agua Prieta, Sonora (1951-2010)                | Parámetros climáticos promedio de Agua Prieta, Sonora (1951-2010) | Parámetros climáticos promedio de Agua Prieta, Sonora (1951-2010) | Parámetros climáticos promedio de Agua Prieta, Sonora (1951-2010) | Parámetros climáticos promedio de Agua Prieta, Sonora (1951-2010) | Parámetros climáticos promedio de Agua Prieta, Sonora (1951-2010) | Parámetros climáticos promedio de Agua Prieta, Sonora (1951-2010) | Parámetros climáticos promedio de Agua Prieta, Sonora (1951-2010) | Parámetros climáticos promedio de Agua Prieta, Sonora (1951-2010) | Parámetros climáticos promedio de Agua Prieta, Sonora (1951-2010) | Parámetros climáticos promedio de Agua Prieta, Sonora (1951-2010) | Parámetros climáticos promedio de Agua Prieta, Sonora (1951-2010) | Parámetros climáticos promedio de Agua Prieta, Sonora (1951-2010) | Parámetros climáticos promedio de Agua Prieta, Sonora (1951-2010) |
| Mes                                                                              | Ene.                                                              | Feb.                                                              | Mar.                                                              | Abr.                                                              | May.                                                              | Jun.                                                              | Jul.                                                              | Ago.                                                              | Sep.                                                              | Oct.                                                              | Nov.                                                              | Dic.                                                              | Anual                                                             |
| -------------------------------------------------------------------------------- | ----------------------------------------------------------------- | ----------------------------------------------------------------- | ----------------------------------------------------------------- | ----------------------------------------------------------------- | ----------------------------------------------------------------- | ----------------------------------------------------------------- | ----------------------------------------------------------------- | ----------------------------------------------------------------- | ----------------------------------------------------------------- | ----------------------------------------------------------------- | ----------------------------------------------------------------- | ----------------------------------------------------------------- | ----------------------------------------------------------------- |
| Temp. máx. abs. (°C)                                                             | 30.0                                                              | 32.0                                                              | 35.0                                                              | 38.0                                                              | 42.0                                                              | 45.0                                                              | 44.0                                                              | 42.0                                                              | 41.0                                                              | 38.0                                                              | 36.0                                                              | 31.0                                                              | 45.0                                                              |
| Temp. máx. media (°C)                                                            | 16.6                                                              | 18.7                                                              | 22.0                                                              | 26.1                                                              | 30.8                                                              | 35.6                                                              | 35.1                                                              | 33.6                                                              | 31.8                                                              | 27.5                                                              | 21.6                                                              | 17.0                                                              | 26.4                                                              |
| Temp. media (°C)                                                                 | 8.0                                                               | 9.8                                                               | 12.9                                                              | 16.6                                                              | 21.1                                                              | 25.9                                                              | 27.2                                                              | 26.1                                                              | 23.6                                                              | 18.2                                                              | 12.2                                                              | 8.2                                                               | 17.5                                                              |
| Temp. mín. media (°C)                                                            | -0.7                                                              | 0.9                                                               | 3.7                                                               | 7.0                                                               | 11.5                                                              | 16.2                                                              | 19.4                                                              | 18.6                                                              | 15.6                                                              | 9.0                                                               | 2.9                                                               | -0.6                                                              | 8.6                                                               |
| Temp. mín. abs. (°C)                                                             | -12.5                                                             | -12.0                                                             | -9.0                                                              | -3.5                                                              | -1.0                                                              | 2.1                                                               | 2.0                                                               | 10.0                                                              | 2.0                                                               | -4.0                                                              | -8.5                                                              | -19.5                                                             | -19.5                                                             |
| Precipitación total (mm)                                                         | 19.9                                                              | 17.1                                                              | 10.6                                                              | 6.3                                                               | 5.2                                                               | 12.2                                                              | 90.4                                                              | 81.4                                                              | 41.6                                                              | 23.4                                                              | 19.0                                                              | 28.1                                                              | 355.2                                                             |
| Días de precipitaciones (≥ 0.1 mm)                                               | 3.5                                                               | 3.3                                                               | 2.1                                                               | 1.6                                                               | 1.3                                                               | 2.0                                                               | 11.2                                                              | 9.3                                                               | 5.2                                                               | 2.7                                                               | 2.7                                                               | 3.9                                                               | 48.8                                                              |
| Fuente: Servicio Meteorológico Nacional. Actualizado el 21 de noviembre de 2016. |                                                                   |                                                                   |                                                                   |                                                                   |                                                                   |                                                                   |                                                                   |                                                                   |                                                                   |                                                                   |                                                                   |                                                                   |                                                                   |

## Demografía
| Religiones más frecuentes (censo 2020) | Religiones más frecuentes (censo 2020) | Religiones más frecuentes (censo 2020) | Religiones más frecuentes (censo 2020) | Religiones más frecuentes (censo 2020) |
| -------------------------------------- | -------------------------------------- | -------------------------------------- | -------------------------------------- | -------------------------------------- |
| Religión                               | Religión                               |                                        | Porcentaje                             | Porcentaje                             |
|                                        |                                        |                                        |                                        |                                        |
| Católica                               | Católica                               |                                        | 66.02 %                                | 66.02 %                                |
| Cristiana/evangélica                   | Cristiana/evangélica                   |                                        | 16.71 %                                | 16.71 %                                |
| Otra religión                          | Otra religión                          |                                        | 0.04 %                                 | 0.04 %                                 |
| Ninguna                                | Ninguna                                |                                        | 16.99 %                                | 16.99 %                                |

Según el Censo de Población y Vivienda realizado en 2020 realizado por el Instituto Nacional de Estadística y Geografía (INEGI), la ciudad tiene un total de 91,029 habitantes, de los cuales 45,307 son hombres y 45,722 son mujeres, con una densidad poblacional de 2,621.04 hab/km². En 2020 había 32,952 viviendas, pero de estas 26,784 viviendas estaban habitadas, de las cuales 9,525 estaban bajo el cargo de una mujer. Del total de los habitantes, 427 personas mayores de 3 años (0.47% del total) habla alguna lengua indígena; mientras que 589 habitantes (0.65%) se consideran afromexicanos o afrodescendientes.
El 66.02% de sus pobladores pertenece a la religión católica, el 16.71% es cristiano evangélico/protestante o de alguna variante, el 0.04% profesa otra religión, mientras que el 16.99% no profesa ninguna religión.

### Educación y salud
Según el Censo de Población y Vivienda de 2020; 430 niños de entre 6 y 11 años (0.47% del total), 321 adolescentes de entre 12 y 14 años (0.35%), 3.855 adolescentes de entre 15 y 17 años (4.23%) y 3,215 jóvenes de entre 18 y 24 años (3.53%) no asisten a ninguna institución educativa. 948 habitantes de 15 años o más (1.04%) son analfabetas, 1,370 habitantes de 15 años o más (1.51%) no tienen ningún grado de escolaridad, 3,880 personas de 15 años o más (4.26%) lograron estudiar la primaria pero no la culminaron, 2,729 personas de 15 años o más (3%) iniciaron la secundaria sin terminarla, teniendo la ciudad un grado de escolaridad de 9.67.
La cantidad de población que no está afiliada a un servicio de salud es de 26,299 personas, es decir, el 28.89% del total, de lo contrario el 70.93% si cuenta con un seguro médico ya sea público o privado. Según el mismo censo, 3,981 personas (4.37%) tienen alguna discapacidad o límite motriz para realizar sus actividades diarias, mientras que 1,120 habitantes (1.23%) poseen algún problema o condición mental.

#### Instituciones de educación superior
Agua Prieta cuenta con diversas instituciones de educación superior, el Instituto Tecnológico de Agua Prieta (ITAP), un campus de la Universidad del Desarrollo Profesional (UNIDEP), un campus de Centro de Estudios Universitarios de Nuevo Occidente(CEUNO) y Universidad para el Bienestar "Benito Juarez Garcia".

### Población histórica
Evolución de la cantidad de habitantes desde el evento censal del año 1921:
| Año           | 1921 | 1930 | 1940 | 1950   | 1960   | 1970   | 1980   | 1990   | 1995   | 2000   | 2005   | 2010   | 2020   |
| Población     | 3236 | 4674 | 4106 | 10 471 | 15 339 | 20 754 | 28 862 | 37 664 | 54 681 | 60 420 | 68 402 | 77 254 | 91 029 |
| Fuente: INEGI |      |      |      |        |        |        |        |        |        |        |        |        |        |

## Gobierno
La sede del gobierno del municipio de Agua Prieta se encuentra en esta ciudad, ya que es la cabecera municipal. El ejercicio gubernamental recae en el presidente municipal, un síndico, cuatro regidores de mayoría relativa y dos de representación proporcional, electos cada 3 años. La ciudad es sede además del Distrito VII de los distritos electorales del estado de Sonora, con representación en el Congreso del Estado de Sonora.
Agua Prieta es también parte del II Distrito Electoral Federal de Sonora de la Cámara de Diputados del Congreso de la Unión de México, con sede en la ciudad de Heroica Nogales.

## Economía
Entre las industrias principales se encuentran las maquiladoras, cuenta con 33 maquiladoras que dan empleo a alrededor de 14 000 personas, cuyos giros principales son: prendas de vestir, muebles de madera, electrónica, material y equipo para hospitales, deportivos, componentes para computadoras, para radio comunicación y de televisión, entre otros.

### Proyecto Térmico Solar Agua Prieta II
El proyecto contribuirá a la reducción de emisiones de gases de efecto invernadero provenientes de fuentes antropogénicas, mediante de la instalación de un sistema solar integrado de ciclo combinado (ISCCS) con tecnología de canales parabólicos solares. El proyecto, conocido como Agua Prieta II, se ubicará en el municipio de Agua Prieta, dentro del cinturón solar de la Tierra, zona que ofrece la posibilidad de replicarlo. Agua Prieta II es la primera planta en su tipo que entra en el mercado de la electricidad en México y América Latina.

### Asociaciones Tecnológicas para la Competitividad
Este programa tiene como objetivo aumentar la capacidad de innovación de las pequeñas empresas, a través de la asociatividad; la identificación de oportunidades comunes y el diseño de estrategias para el aprovechamiento de éstas; la facilitación del flujo de información, conocimientos y prácticas innovadores; la agregación de recursos para desarrollar líneas de I+D precompetitivas de impacto sectorial y de mediano plazo; y el acceso conjunto a fuentes de financiamiento público para la I+D.

## Deporte

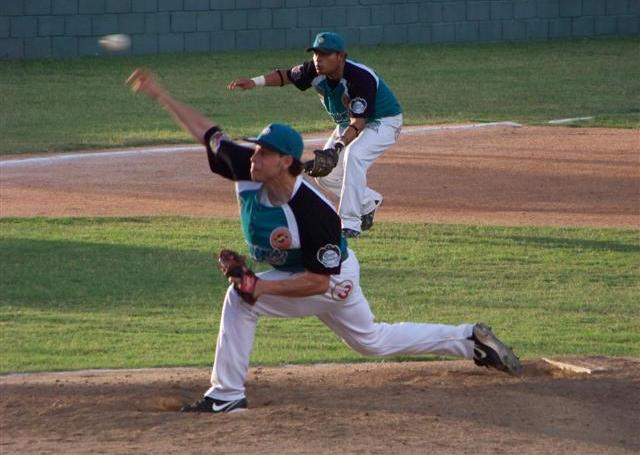
Los Vaqueros de Agua Prieta.

Los deportes más populares en Agua Prieta son el béisbol y el fútbol. La ciudad cuenta con su propio equipo de béisbol en la Liga Norte de Sonora, los Vaqueros de Agua Prieta.
Sin embargo, el atletismo ha sido un deporte fascinante a seguir en la ciudad. En 2012, Agua Prieta tuvo su primer participante olímpico cuando Luis Alberto Rivera representó a México en la prueba de salto de longitud en los Juegos Olímpicos de Londres 2012. El 12 de julio de 2013 participó en la Universiada en Kazán, Rusia; llevándose el oro para México y para Agua Prieta con un salto de 8.46 metros, siendo la mejor marca en Universiadas.
El baloncesto juega un buen papel en esta ciudad, la cual cuenta con su propia liga municipal.

## Cultura

### Monumentos arquitectónicos e históricos
Véase también: Anexo:Monumentos históricos de Agua Prieta
- Edificio de Aduana, portal rematado en una torre, construido en 1918.[11]
- Plaza Azueta, construida en 1911-1912;[12]
- Iglesia de Nuestra Señora de Guadalupe, edificio contemporáneo.
- Dedicación al general Plutarco Elías Calles, conmemorativo de la batalla de Agua Prieta.
- Monumento al Caballo "Zaino de Agua Prieta".
- Iglesia del Sagrado Corazón de Jesús.
- Antiguo Cuartel Militar, construido entre 1924 y 1928;[13]
- Antigua Oficina Federal de Hacienda, edificado en la décadas de 1920.[14]

## Fiestas y tradiciones
- 17-19 de abril, Festival cultural de la Frontera.
- Mes de mayo, Feria de la primavera.

Mes de Junio, Serenatas 
- 13-16 de septiembre, Fiestas patrias.
- 20-24 de diciembre, Festival local navideño.[15]

### Música
Los Apson fueron uno de los principales grupos musicales exitosos de la segunda mitad de los años 60. Todos los integrantes originarios de Agua Prieta, de ahí se desprende el nombre de la agrupación Agua Prieta, Sonora, encabezaron el fenómeno que en México fue denominado la «invasión norteña». La presencia de ellos en el medio artístico vino a alterar los gustos musicales de la juventud de aquel entonces, que poco a poco, fueron alejándose del movimiento musical Rock and Roll original, para incursionar en nuevos ritmos. Al lado de la Ola inglesa, Los Apson fueron quizá uno de los principales elementos decisivos para que el movimiento musical mexicano adquiriera otros matices.

## Celebridades
Entre los aguapretenses destacados se encuentran:
- Luis Alberto Rivera Morales (deportista)
- Los Apson (agrupación musical)
- Isidro "Sid" Monge Pedroza. Beisbolista que jugó 10 años en Grandes Ligas
- Zaino de Agua Prieta
- Oscar Peinado profesionista

## Ciudades hermanas
La ciudad de Heroica Agua Prieta está hermanada con dos ciudades alrededor del mundo, las cuales son:
- Douglas, Estados Unidos.[16][17]
- Naco, México[18][19]